# Nuevo Parangaricutiro
Nuevo Parangaricutiro är en kommun i Mexiko.   Den ligger i delstaten Michoacán de Ocampo, i den södra delen av landet, 300 km väster om huvudstaden Mexico City.
Följande samhällen finns i Nuevo Parangaricutiro:
- Nuevo San Juan Parangaricutiro
- Milpillas
- Los Aguacates
- San Antonio
- Ahuanito
- Fraccionamiento el Mirador
- Puente de Tierra